# Jiří Valta (lední hokejista)
Jiří Valta (24. března 1931, Praha - 9. dubna 1996) byl český hokejový útočník.

## Hokejová kariéra
Za československou reprezentaci odehrál v letech 1950–1952 celkem 7 utkání a dal 4 góly. Hrál za ZSJ ZMP Praha.